# Hans Görges
Hans (Johannes) Friedrich Heinrich Görges (* 21. September 1859 in Lüneburg; † 7. Oktober 1946 in Aue) war ein deutscher Physiker.

## Leben

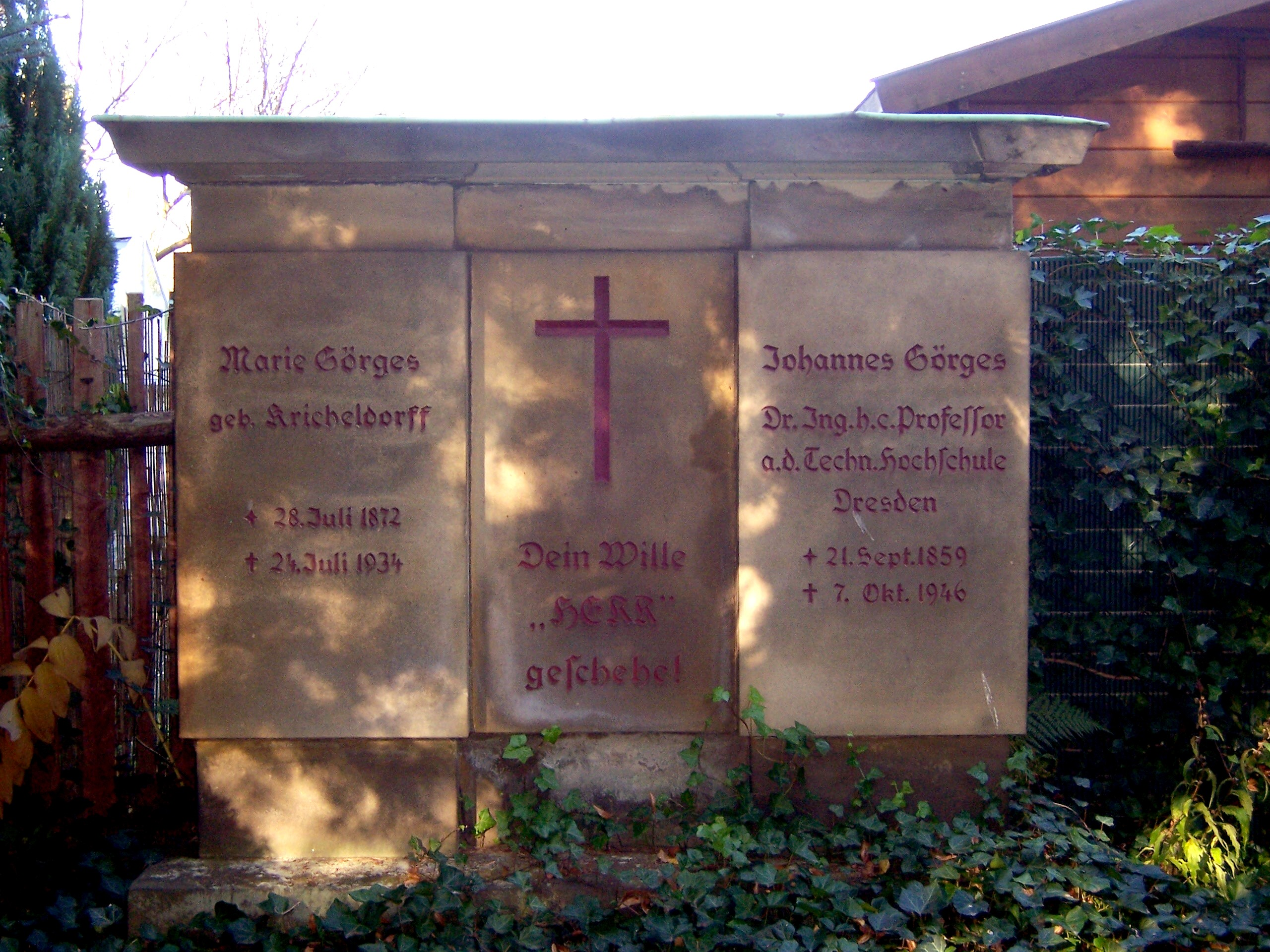
Grab von Johannes Görges auf dem Äußeren Plauenschen Friedhof in Dresden

Er studierte Mathematik und Physik in Göttingen. 1884 wurde er Konstrukteur im Siemenswerk in Berlin-Charlottenburg. Später als Chefelektriker entwickelte er einen Wechselstromzähler. 1891 konstruierte er den Reihenschlussmotor. Er unternahm Studien zu einem einphasigen Induktionsmotor. Um 1890 wohnte er Derfflingerstraße 28 (Mitte) und um 1900 Fasanenstraße 48. Zuletzt stellvertretender Werksleiter, ging er 1901 an die Technische Hochschule Dresden. Dort gründete er das Institut für Starkstromtechnik. In den Jahren 1914 und 1915 war er mit dem Titel Geheimer Hofrat dort Rektor. Nachdem er 1945 in Dresden ausgebombt war, siedelte er nach Aue um. 
Görges war Honorarprofessor der TH Berlin. Am 3. März 1914 erhielt er in Anerkennung seiner Verdienste auf dem Gebiet der Elektrotechnik den Titel eines Ehrendoktoringenieurs seitens der Königlichen Technischen Universität Dresden verliehen. 1950 wurde das im Jahre 1905 an der TH Dresden für seinen Lehrstuhl für Elektrotechnik errichtete Gebäude offiziell zu seinen Ehren mit dem Namen Görges-Bau benannt. Die Fakultät Elektrotechnik der Universität vergibt seit 1996 einen Johannes-Görges-Preis für hervorragende Diplomarbeiten auf ihrem Fachgebiet. Nach Görges ist das „Görgessche Durchflutungspolygon“ benannt, ein Hilfsmittel zur Beurteilung von Oberwellen in gewickelten elektrischen Maschinen.
Johannes Görges war Mitglied der studentischen Verbindung Corps Altsachsen Dresden im WSC. Von 1918 bis 1921 war er Vorstandsmitglied des Vereins Deutscher Ingenieure (VDI). Sein Grab befindet sich auf dem Äußeren Plauenschen Friedhof in Dresden.